# Muzeum jižního Plzeňska v Blovicích
Muzeum jižního Plzeňska má sídlo v Blovicích a mapuje celou oblast jižního Plzeňska.

## Historie muzea

### Začátky
Počátky muzea spadají do roku 1913, kdy z iniciativy ředitele blovických škol Františka Raušara byl při místním okrašlovacím spolku založen muzejní odbor. V roce 1936 se stal muzejní odbor členem Svazu českých muzeí v Praze. Vlastivědné sbírky z jižního Plzeňska byly postupně shromažďovány a uloženy v bytě Františka Raušara. František Raušar umírá roku 1941 a jeho posledním přáním bylo odkázat veškerý majetek městu za účelem zřízení muzea.

### 60. a 70. léta
Původně městské Raušarovo vlastivědné muzeum rozšířilo v šedesátých letech svoji působnost na oblast jižního Plzeňska. Roku 1976 bylo muzeum přejmenováno na Okresní muzeum Plzeň - jih se sídlem v Blovicích.
Postupně nashromáždilo a zpřístupnilo veřejnosti bohaté sbírky archeologické, národopisné, uměleckoprůmyslové, výtvarné a literárněhistorické řadou výstav a expozic.

### 21. století
Rok 2000 se stal historickým mezníkem v dějinách muzea. To získalo do majetku k muzejním účelům zámek Hradiště spolu se zámeckým parkem. Vnitřní část objektu prošla celkovou rekonstrukcí.
Rok 2002 tak přinesl dlouho očekávané otevření a zpřístupnění zámku veřejnosti - části jeho historických expozic a výstavních síní.